# سويداء يومية
السويداء اليومية (باللاتينية: Suaeda monodiana) نوع نباتي يتبع جنس السويداء من الفصيلة القطيفية.
يعتقد أنها اكتسبت اسمها من تفتح أزهارها ليوم واحد فقط.

## الموئل والانتشار
موطنها المغرب العربي.